# Заневка
Зане́вка (фин. Sannikko) — деревня в Заневском городском поселении Всеволожского района Ленинградской области.

## Название
Происхождение названия достоверно неизвестно. Существующие версии:
- связано с Заневским проспектом (проспект Косыгина и Колтушское шоссе — это его продолжение), но проспект получил своё название в 1940 году, то есть после образования деревни
- происходит от старого финского названия деревни — Sannikko (заросли папоротника[6])

## История
На подробных картах 1914 года на месте будущей Заневки отмечен скотный двор.
Согласно переписи населения СССР 1926 года такой деревни не существовало.
Первое упоминание в административных справочниках о деревне Заневка происходит в 1927 году. В 1928 году население деревни составляло уже 572 человека.
Деревня была основана финнами, выходцами из деревни Плинтовка (большинство), а также (по одной семье) из деревень Озерки-1, Канисты, Кирполье, Тавры, Ёксолово и Хапо-Ое лютеранских приходов Ряяпювя и Келтто.
На карте 1930 года никакого селения на месте Заневки ещё нет, однако на картах 1931—1932 годов Заневка уже упоминается и насчитывает 17 дворов. Согласно административным данным в январе 1931 года к Яблоновскому сельсовету была присоединена деревня Заневка Пороховского сельсовета.
По административным данным 1933 года деревня называлась Зоневка и относилась к Яблоновскому сельсовету Ленинградского Пригородного района.

ЗАНЕВКА — деревня Яблоновского сельсовета, 162 чел. (1939 год)

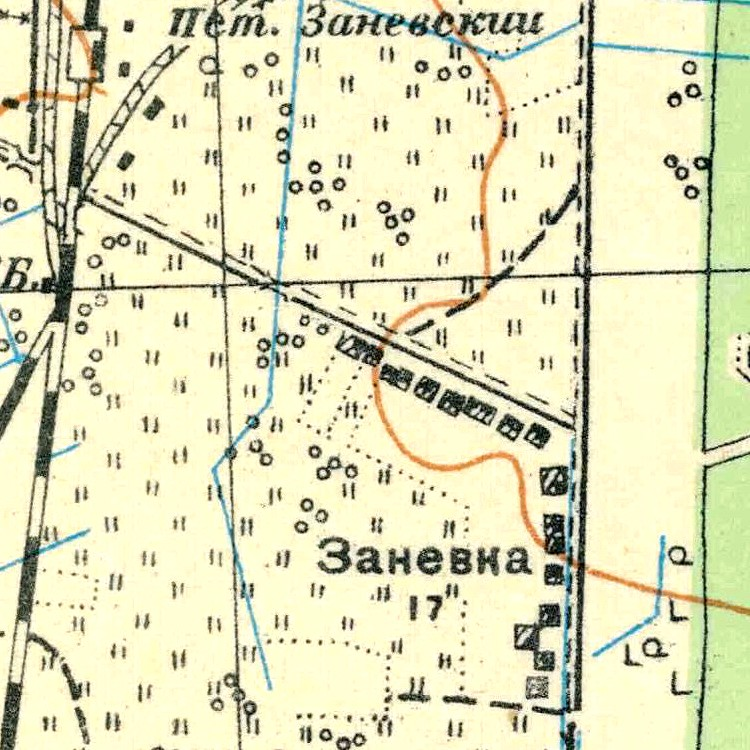
План деревни Заневка. 1931 год
План деревни Заневка. 1939 год

В 1939—1940 годах деревня насчитывала 20 дворов.
По данным 1966 и 1973 годов деревня Заневка находилась в составе Заневского сельсовета и являлась его административным центром.
По данным 1990 года в деревне Заневка проживал 781 человек. Деревня также являлась административным центром Заневского сельсовета в который входили 9 населённых пунктов: деревни Заневка, Кудрово, Мяглово, Новосергиевка, Пятый Километр, Суоранда, Хирвости, Янино I, Янино II, общей численностью населения 5324 человека.
В 1997 году в деревне проживали 628 человек, в 2002 году — 728 человек (русских — 92%), в 2007 году — 612.

## География
Деревня расположена в юго-западной части района на автодороге 41К-069 (подъезд к ст. Заневский Пост) в месте её примыкания к автодороге 41К-079 (Санкт-Петербург — Колтуши).
Расстояние до районного центра — 35 км. По восточной границе деревни проходит автодорога А118 (Кольцевая автомобильная дорога вокруг Санкт-Петербурга).
Граничит:
- на севере — со Ржевским лесопарком (по линии Колтушского шоссе)
- на востоке — со Ржевским лесопарком
- на юге — со станцией Заневский Пост-2 и железнодорожной веткой Ладожский вокзал — Мга
- на западе — с Санкт-Петербургом (по линии станции Заневский Пост)

Деревня находится на границе с Санкт-Петербургом к востоку от станции Заневский Пост и к северу от станции Заневский Пост-2. Расстояние до ближайшей железнодорожной станции Заневский Пост — 0,5 км.

## Демография
| 1928  | 1939 | 1990 | 1997 | 2002 | 2007 | 2010 |
| ----- | ---- | ---- | ---- | ---- | ---- | ---- |
| 572   | ↘162 | ↗781 | ↘628 | ↗728 | ↘612 | ↗903 |
| 2017  |      |      |      |      |      |      |
| ↗1033 |      |      |      |      |      |      |

Изменение численности населения за период с 1928 по 2021 год:
Национальный состав
По данным Всероссийской переписи населения 2021 года в деревне проживали 913 человек, из них:
 русские — 836, азербайджанцы — 8,  аварцы — 7, армяне — 7, татары — 7, корейцы — 5, молдаване — 5, немцы — 4, украинцы — 4, белорусы — 3, эстонцы — 2, табасараны — 1, финны — 1, чуваши — 1 человек, остальные национальность не указали.

## Инфраструктура
В настоящее время в деревне есть два пятиэтажных дома, в одном из них располагается администрация Заневского сельского поселения.
С 2009 года на улице Ладожской идёт строительство малоэтажного микрорайона «Заневка-сити» и жилого комплекса для вегетарианцев Veda Village.
На северной границе Заневки находится КПП ДПС.

## Административное подчинение
- с 1 августа 1927 года — в Пороховском сельсовете Ленинского района Ленинградского округа.
- с 1 июля 1930 года — в Яблоновском сельсовете Ленинградского Пригородного района.
- с 1 августа 1936 года — в Яблоновском сельсовете Всеволожского района.
- с 1 сентября 1960 года — в Заневском сельсовете Всеволожского района[7].

## Известные уроженцы
- Иван Сергеевич Лаптев (1979) — епископ, глава Евангелическо-лютеранской церкви Ингрии

## Улицы
Авалонский переулок, Заневский пост, Заозёрная, Ладожская, Первый проезд, Питерская, Третий проезд, Яблоновский переулок.